# Oplatocera grandis
Oplatocera grandis är en skalbaggsart som beskrevs av J. Linsley Gressitt 1951. Oplatocera grandis ingår i släktet Oplatocera och familjen långhorningar. Inga underarter finns listade i Catalogue of Life.